# Державний музей у Майданеку
Державний музей у Майданеку (пол. Państwowe Muzeum na Majdanku) — меморіальний музей, розташований на території колишнього нацистського концентраційного табору Майданек поблизу Любліна в Польщі. Один із перших музеїв пам’яті про жертви нацизму, створений ще під час Другої світової війни.

## Історія
Музей заснований 2 листопада 1944 року на місці звільненого радянськими військами табору Майданек. Він став першим у світі меморіалом на місці колишнього нацистського концтабору. Його створення було спрямоване на збереження пам’яті про жертв Голокосту, а також інші злочини нацизму, скоєні на території окупованої Польщі.
У 1944–1945 роках проведено первинні ексгумації, збирання доказів злочинів, організовано перші виставки та публічні заходи.

## Діяльність
Музей виконує низку функцій:
- збереження матеріальних залишків концтабору;
- збирання, архівування й дослідження свідчень і документів, пов’язаних із функціонуванням Майданеку;
- науково-дослідна робота у сфері історії Голокосту та нацистських переслідувань;
- освітні програми, виставки, конференції та публічні лекції;
- екскурсійне обслуговування відвідувачів.

## Структура
На території музею збережено:
- бараки, у яких утримувалися в’язні;
- крематорій;
- охоронні вежі;
- пам’ятники, включаючи Мавзолей із попелом жертв, відкритий у 1969 році;
- тематичні виставкові зали;
- архів та бібліотеку.

## Визнання
Музей є державною установою, підпорядкованою Міністерству культури та національної спадщини Польщі. Є учасником міжнародних освітніх та меморіальних ініціатив.

## Галерея

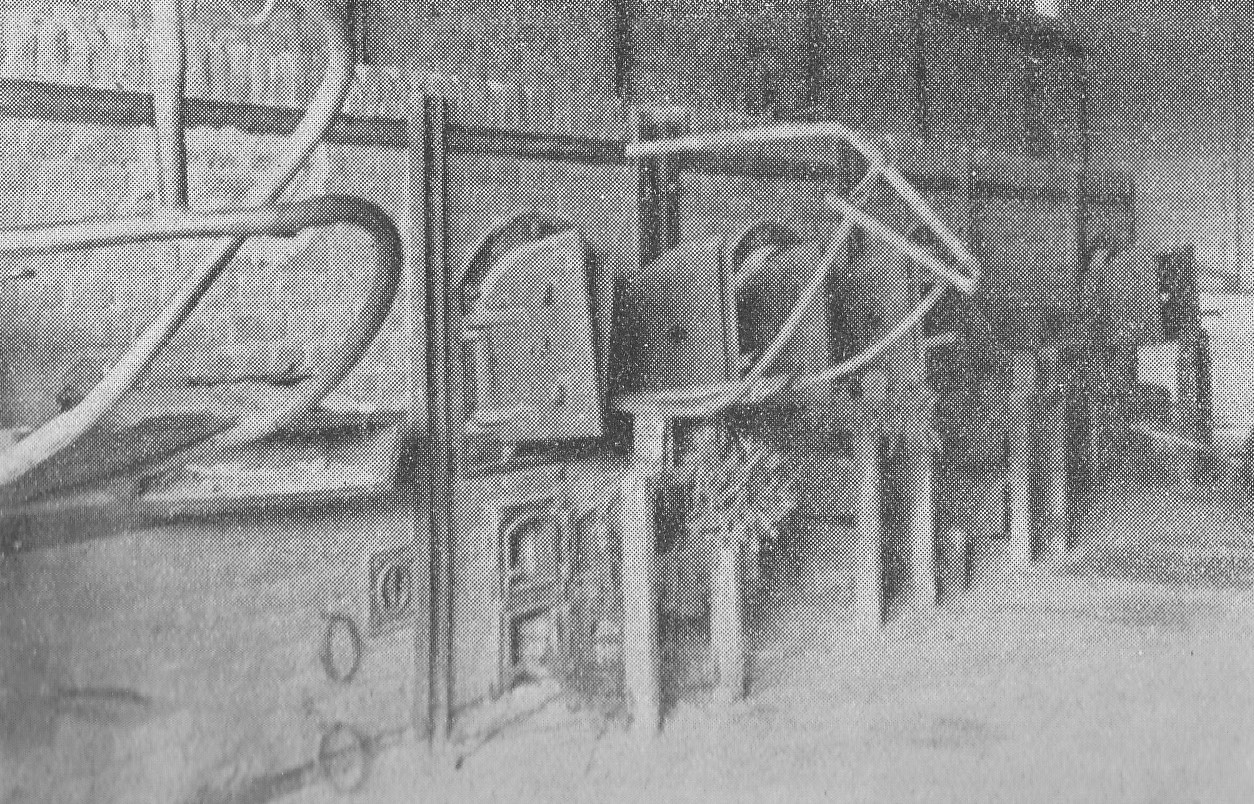
Крематорій
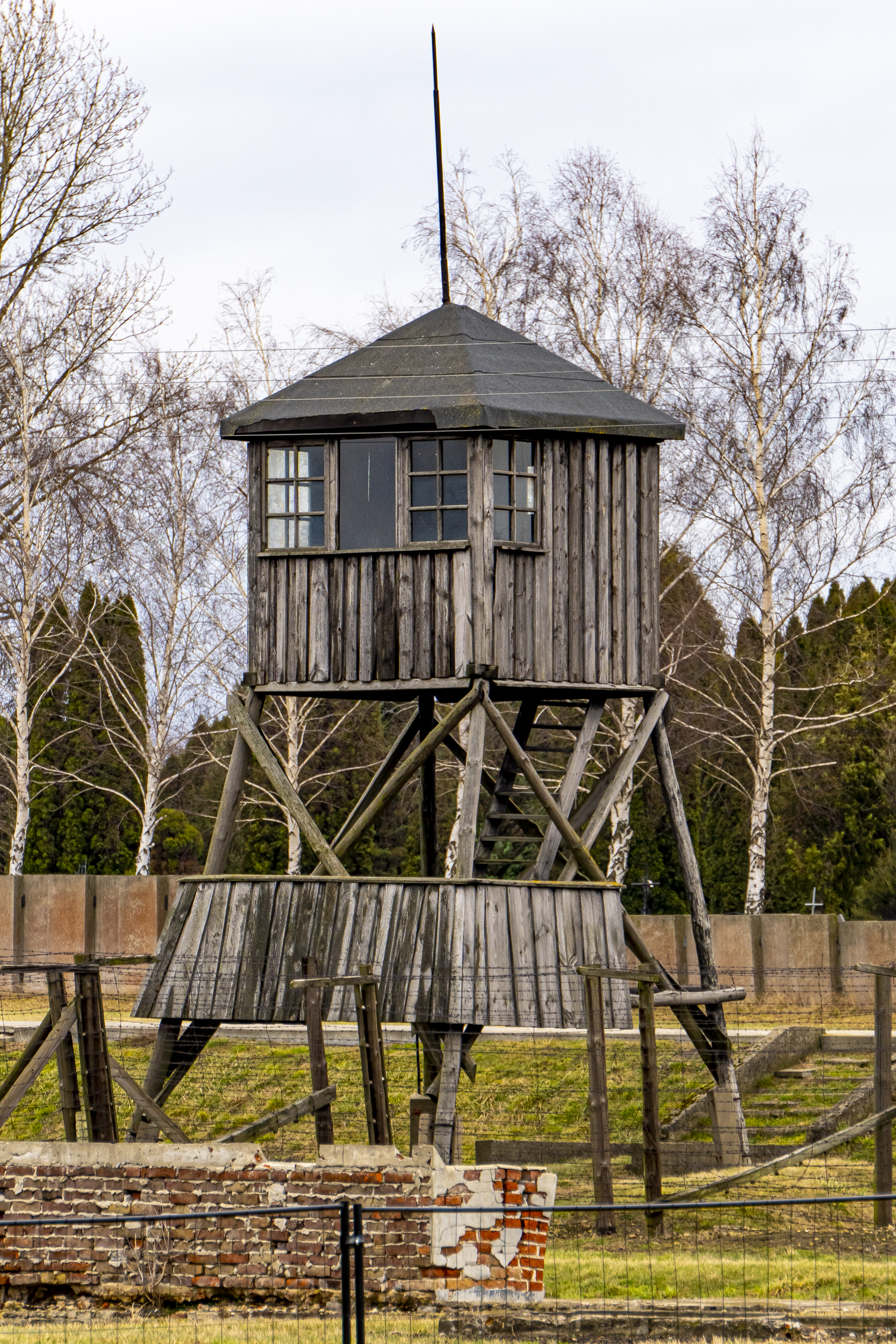
Охоронна вежа
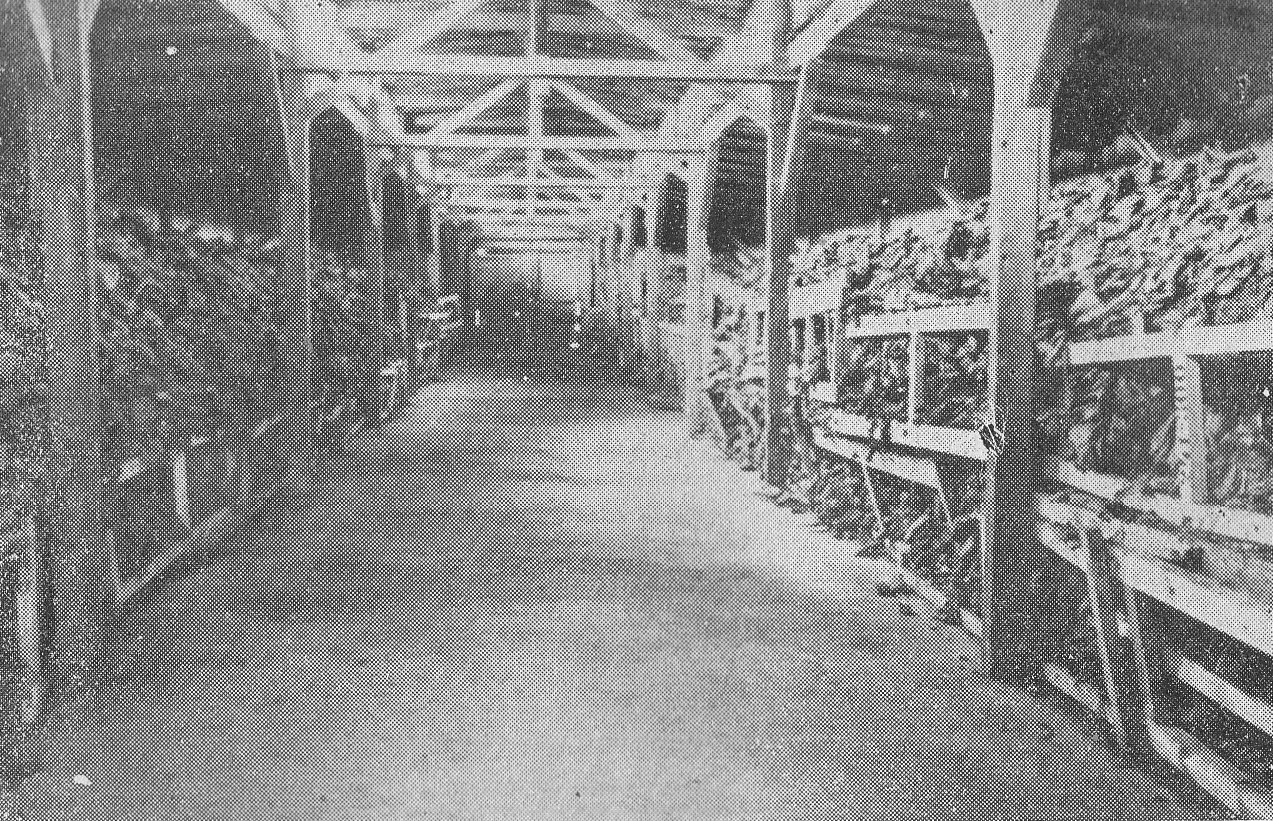
Інтер'єр бараку
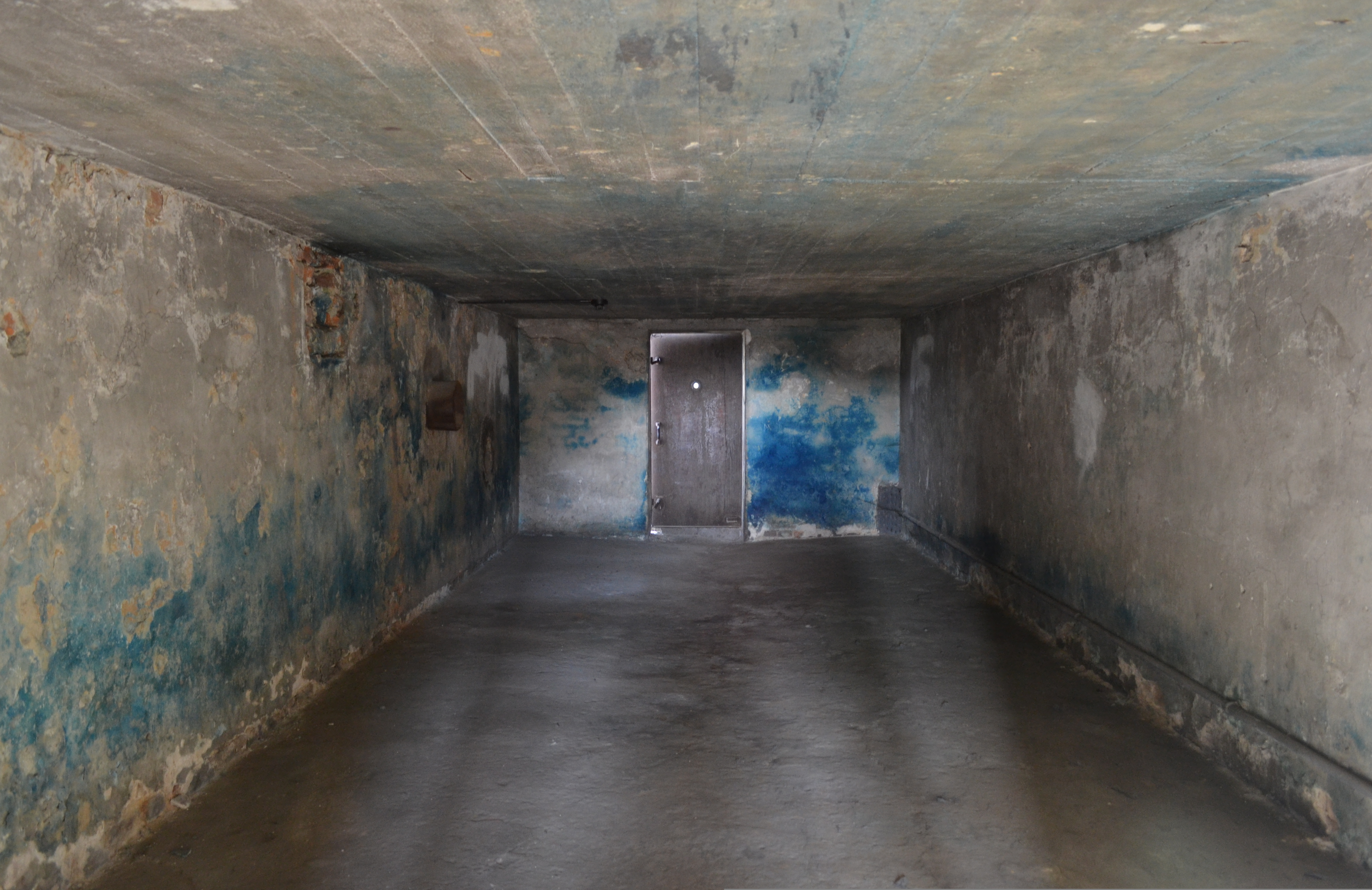
Газова кмера
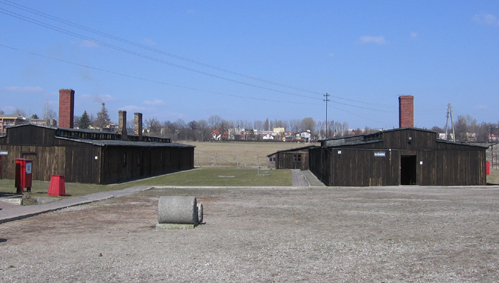
Бараки